# Hiszpańskie złote escudo
Hiszpańskie złote escudo było złotą monetą w Hiszpanii do lat 50. XIX wieku.
Warte było 16 hiszpańskich realów de plata fuertes lub 40 hiszpańskich realów de vellón.
Hiszpańskie złote escudo bywa również mylone ze srebrnym escudo, jednostką monetarną Hiszpanii w latach 1864–1868, równą 10 realów de vellón (1 hiszpańskie złote escudo = 4 hiszpańskie srebrne escudo).